# Lisa Lavie

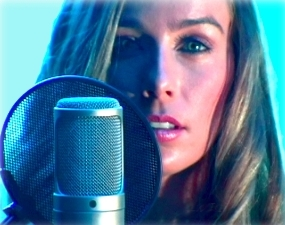
Lisa Lavie (2009)

Lisa Lavie (* 6. Mai 1983) ist eine kanadische Sängerin und Songschreiberin, die in LaSalle, einem Verwaltungsbezirk der Stadt Montreal, Québec, in Kanada aufwuchs.
Durch Nutzung des Internets für die Vermarktung ihres unabhängigen Musik-Labels, ihrer Musik und Konzerte wurde sie weitläufig bekannt. Lavies Gesangsaufnahmen sind in Filmmusiken großer Filmproduktionen zu hören. Das unter ihrem unabhängigen Label produzierte Erstlingsalbum Everything or Nothing wurde im Jahr 2008 veröffentlicht.
Lavie war im kanadischen und amerikanischen Fernsehen im Rahmen des Erfolgs ihres Gesangs-Videos im Internet und der von ihr initiierten Benefiz-Video-Aufnahmen We Are the World 25 for Haiti (YouTube-Edition) mehrfach zu hören und zu sehen.
Lavie war als Sängerin für Yannis Südamerika-Tour im September 2010 gewählt worden.

## Kindheit und Entdeckung
Im Alter von 10 Jahren gewann Lisa einen Gesangswettbewerb bei einer Varieté-Veranstaltung ihrer Schule.
Lavies älterer Bruder Michael, ein Hip-Hop-Tänzer, und Danny, ein Disk-Jockey, der in der Gegend von Montréal als DJ Devious bekannt ist, waren innerhalb der Familie ihre Ideengeber. Sie selbst sagt, sie hört begeistert Stücke von Mariah Carey.
Im Alter von 16 Jahren nahm sie in der Rolle einer Nebenstimme an der Tournee der Hip-Hop-Gruppe Dubmatique teil, wo sie vor Tausenden auftrat. Ebenfalls im Alter von 16 Jahren nahm sie erste Demo-CD auf, was sie mit selbst ersparten 5000 $ bezahlte. Die Demo-CD wurde in der Musikindustrie jahrelang herumgereicht. Bis zum Alter von 19 Jahren arbeitete sie in Randbereichen des Musikgeschäfts, dabei war sie Miteigentümerin und Manager von Harmony Karaoke in Montréal.
Im Jahr 2004 kam ihre Demo-CD beim Komponisten und Songschreiber Ben Margulies an, einem Koproduzenten von Mariah Careys erstem Album. Margulies war berührt von – wie er sagte – der "eine aus einer Million"-Stimme: "Es war, als hörte ich Mariah zum ersten Mal." Lisa dachte zunächst, die ersten Kontaktversuche von Margulies wären Scherze ihrer Freunde, die mit der seit ihrer Kindheit bestehenden Begeisterung für Mariah Carey spielten. Drei Monate später kam schließlich der Kontakt zwischen Lisa und Margulies zustande.
Nachdem Lavie ihr Lied "Guys are all the same" Margulies über einen öffentlichen Fernsprecher eines Kaufhauses in Montreal vorgesungen hatte, meinte dieser: "Ich hörte etwas Spezielles in ihrer Stimme, ich sagte, fliege sofort herüber." Lavie schrieb später: "Ich konnte nicht glauben, dass Mariah Careys Produzent mich entdeckt hatte. Ich glaube, vom 10. bis zum 17. Lebensjahr habe ich keine andere Musik gehört als Mariah Carey. Ihre Stimme und ihre Melodien fesselten mich." Aus einem geplanten Drei-Tages-Besuch in Santa Barbara, Kalifornien, im Juli 2004 wurde ein permanenter Umzug für die 21-jährige Lavie.

## Karrierestart
Schon früh äußerte sich Ben Margulies über das Potential von Lavie: "Lisa hat unzweifelhaft eine brillante Stimme und eine Stimmqualität, die jenseits dessen ist, was ich zu beschreiben vermag. Ich habe mit einer Menge großer Sänger gearbeitet und sie hat das gewisse Extra, etwas Spezielles, alles, was es braucht, um ein Superstar zu werden. Jedes Video, das sie aufnimmt, zeigt ihr Leuchten aus tiefem Herzen, mit diesem unglaublichen Ausdruck im Sinne von Glauben und Glaubwürdigkeit." Lisa entwickelte ihre Songwriter-Fähigkeiten; ihre Texte, so sagt sie, basieren auf eigenen Lebenserfahrungen.

## Professionelle Karriere
Lavie spielte Lieder vom Soundtrack des 2006 erschienenen Kinofilms Stick It mit Jeff Bridges ("If I Only Knew") bzw. im Film The Guardian mit Kevin Costner und Ashton Kutcher (Lied: "Mockingbird").
Im August 2006 unterzeichnete Lavie als Songschreiber und Publizist bei Broadcast Music Inc, was ihren formellen Eintritt in den Beruf darstellte.
Sie wurde bei der "Hitmakers Sektion" des BMI MusicWorld Magazine im Frühjahr 2007 vorgestellt.
Lisa Laviee nahm bei den 56. jährlichen BMI Pop Awards im Beverly Wilshire Hotel am 20. Mai 2008 in Beverly Hills, Kalifornien, teil und nahm am 16. Oktober 2008 am "2008 Spirit of Life Award dinner" zu Ehren von Doug Morris teil, das in Santa Monica stattfand.
Selbst nach ihren Filmmusikaufnahmen blieb der Karrieredurchbruch aus, Ihre Arbeit stützte sich in erster Linie auf persönliche Kontakte bei den Medien und Plattenfirmen. Lavie beschrieb die Lobesbekundigungen der Industrie als enthusiastisch, aber unverbindlich, was zur Folge hatte, dass Lavie und Margulies das erste Album mit einem unabhängigen Plattenlabel aufnehmen mussten.

### Do-it-yourself-Marketing
Im März 2007 eröffnete Lisa Lavie einen Account auf Youtube, der mit ihrer MySpace-Seite verknüpft war. Sie sagte, sie nahm nicht an, dass ihre selbstgemachte Video-Darstellung ihrer Karriere dienlich sein könnte. Sie veröffentlichte eigene Videos, in denen sie ihre eigenen Lieder sang, darunter zwei Videos, in denen sie im Auto sang. Sie gewann kontinuierlich Abonnenten ihres Kanals. Während der ersten 6 Monate versuchte sie, persönlich auf alle Kommentare zu antworten. Dies wurde ihr am 11. September 2007 zum Verhängnis. Die Youtube-Software interpretierte ihre vielen Antworten auf Zuschauerkommentare als bot-generierten Spam und sperrte automatisch ihren Account. Ihre Youtube-Fans initiierten daraufhin eine Online-Petition, und Lavies Account wurde zwei Tage nach Sperrung wieder freigeschaltet.
Wochen nachdem ihr Kanal wiederhergestellt worden war, wurde die Videodarstellung ihres Original-Liedes "Angel" auf der Titelseite von Youtube gezeigt und zog innerhalb weniger Tage über eine Million Zuschauer an.
Während der Tage um den 3. Oktober, als das "Angel"-Video seinen Millionsten Betrachter anzog, befand sich Lavie in Dauer-Konversation in einem Chat-Raum. Es war ihr jedoch nicht mehr möglich, auf jeden Zuschauerkommentar zu antworten. Das "Angel"-Video allein hatte über 10.000 Zuschauer-Kommentare, als es die 1-Million-Betrachter-Grenze überschritt.
Im Oktober 2007 wurde Lavie in der Fernsehsendung "Entertainment Tonight (ET) Kanada" eine "Internet-Gesangs-Sensation" und "Internet-Phänomen" genannt und als "die nächste Mariah Carey" bezeichnet. Im folgenden Monat wurde in der Sendung CTVs "eTalk" dargestellt, wie "Musik-Stars" wie Lavie "zu ihren eigenen Bedingungen an die Spitze gelangten." In diesem TV-Telefon-Interview erklärte Lavie, dass sich Künstler im heutigen Musikbusiness ihr Publikum selbst schaffen müssen, um das Vertrauen der nervösen Plattenfirmen zu gewinnen.
Im Laufe der Jahre wuchs die Zahl der Abonnenten von Lisa Lavies Youtube-Kanal auf 251.000 im September 2011 an. Ihre Lieder wurden zu diesem Zeitpunkt 61,8 Millionen Mal gehört. Im Schnitt wurde alle 2,3 Sekunden ein Lied von ihr gehört.

### Debüt-Album –Everything or Nothing
Nach 4 Produktionsjahren wurde Lisa Lavies Debüt-Album Everything or Nothing am 13. Mai 2008 bei iTunes zum Download freigegeben; es wurde in der Rubrik "What's Hot" auf der Titelseite von iTunes vorgestellt. Ohne Unterstützung oder Bewerbung durch ein Plattenlabel erreichte das Album die Nr. 20 der iTunes Pop Charts und die Nr. 70 der gesamten iTunes Music Charts bereits am zweiten Tag.
Zum ersten Jahrestag der Auflegung ihres Albums im Mai 2009 hatte sich die Zahl ihrer Youtube-Abonnenten auf über 60.000 verdreifacht.
Sie ist Autor oder Co-Autor aller Texte und Melodien des Albums, wobei sie drei davon vollständig allein schrieb. Sie sagt darüber: "Ich habe Lieder zu meinem Leben und meiner Existenz geschrieben, zu allem, was ich durchgemacht habe. Ich habe keinen speziellen Stil geschaffen, er ist wie eine Art Jahreszeiten. Die meisten meiner Lieder handeln von Beziehungen. Aus irgendeinem Grund scheine ich meine Kreativität hieraus zu schöpfen."

### Unabhängige Künstlerin
Im März 2010 erklärte Lisa Lavie in einem Interview, dass "ich nicht länger mit demjenigen zusammenarbeite, mit dem ich bisher zusammengearbeitet habe. Dies sei für mich eine angenehme Richtungsänderung. Die Dinge entwickelten sich in aufregender Weise." Im Hinblick auf Plattenverträge ergänzte sie: "Ich bin eine unabhängige Künstlerin... es müsste definitiv passen und ich habe bisher nichts passendes gefunden, weshalb ich bis jetzt alles selbst mache. Ich werde mich darauf konzentrieren, eine Online-Fangemeinde zu schaffen und aufzubauen."

### Personen der Woche
Lavie konzipierte, organisierte, sang und co-bearbeitete die Benefiz-Video-Aufnahmen We Are the World 25 for Haiti (YouTube-Edition), die auf dem Original-Lied von 1985 We Are the World basieren. Sie brachte siebenundfünfzig Personen aus der ganzen Welt zusammen, um Geld für die Opfer des Erdbebens in Haiti 2010 zu sammeln. Das Video wurde in den ersten zwei Tagen 500.000 mal angesehen, und erlangte weltweit die Aufmerksamkeit der Medien: CNN strahlte mehrere Fernsehsendungen aus, in denen das Video vorgestellt wurde, und am 19. März 2010 nannte Diane Sawyer die Video-Teilnehmer "ABC News Persons of the Week" (Personen der Woche).

### Auf Tour
Am 13. September 2010, wurde Lisa Lavie auf Yannis offizieller Website als eine von zwei Sängerinnen vorgestellt, die Yanni und sein Orchester auf seiner Südamerika-Tournee begleiten. Bestandteil der Tour sind Auftritte in Santiago (Chile), Buenos Aires (Argentinien), São Paulo und Rio de Janeiro (beide Brasilien). Die Gesangsprobe war angeblich "der entscheidende Faktor" in Yannis Wahl der zwei Sängerinnen. Sie singen zusammen "Aria" und "Niki Nana."

## Diskografie
- Everything or Nothing (Boundary Entertainment, iTunes-Veröffentlichung am 13. Mai 2008)
- Lisa Lavie (Independent, Veröffentlichung am 21. März 2017)

Film-Soundtracks:
- Rebell in Turnschuhen (Original Soundtrack), Touchstone Pictures (auf iTunes am 4. April 2006), Titel Nr. 7: If I Only Knew
- Jede Sekunde zählt – The Guardian (Original Soundtrack), Hollywood Records (auf iTunes am 12. September 2006), Titel Nr. 5: The Mockingbird